# Storsjön
Storsjön è un lago in Svezia.
Con una superficie di 464 km² è il quinto per estensione nello stato; ha una profondità di 74 m. È situato nella provincia di Jämtland. Da Storsjön confluisce il fiume Indalsälven e nel lago è situata l'isola Frösön che è l'isola principale.
La città di Östersund si trova sul punto orientale del lago di fronte all'isola Frösön.
Storsjön sarebbe il luogo dove si trova la creatura Storsjöodjuret, non diverso da Nessie, e di tanto in tanto ci sono nuovi avvistamenti da parte dei turisti. Le descrizioni di Storsjöodjuret sono variate nel corso degli anni. Alcuni lo hanno descritto come un lungo serpente in apparenza; altri hanno sostenuto che fosse corto di statura.